# Copa de Algarve 2003
La Copa de Algarve de 2003 fue la décima edición de este torneo. Es una competición anual de fútbol femenino organizada en la región de Algarve en Portugal.
Estados Unidos ganó la Copa tras vencer en la final a China por 2 a 0.

## Equipos participantes
| - Canadá - Noruega - Suecia - Estados Unidos | - China - Dinamarca - Finlandia - Francia | - Grecia - Irlanda - Portugal - Gales |

## Fase de grupos

### Grupo A
| Equipo         | Pts | PJ | PG | PE | PP | GF | GC | DG |
| -------------- | --- | -- | -- | -- | -- | -- | -- | -- |
| Estados Unidos | 5   | 3  | 1  | 2  | 0  | 3  | 2  | 1  |
| Noruega        | 4   | 3  | 1  | 1  | 1  | 2  | 2  | 0  |
| Suecia         | 3   | 3  | 0  | 3  | 0  | 3  | 3  | 0  |
| Canadá         | 2   | 3  | 0  | 2  | 1  | 2  | 3  | −1 |

| 14 de marzo | Estados Unidos | 1:1     | Canadá         | Olhão, |  |
|             | 85' Aly Wagner | Reporte | 7' Andrea Neil |        |  |

| 14 de marzo | Suecia              | 1:1     | Noruega            | Olhão, |  |
|             | 58' Hanna Ljungberg | Reporte | 40' Dagny Mellgren |        |  |

| 16 de marzo | Suecia              | 1:1     | Canadá             | Ferreiras, |  |
|             | 85' Hanna Ljungberg | Reporte | 80' Sharolta Nonen |            |  |

| 16 de marzo | Noruega | 0:1     | Estados Unidos       | Ferreiras, |  |
|             |         | Reporte | 4' Shannon MacMillan |            |  |

| 18 de marzo | Noruega            | 1:0     | Canadá | Vila Real de Santo António, |  |
|             | 39' Dagny Mellgren | Reporte |        |                             |  |

| 18 de marzo | Estados Unidos | 1:1     | Suecia              | Vila Real de Santo António, |  |
|             | 18' Aly Wagner | Reporte | 78' Hanna Ljungberg |                             |  |

### Grupo B
| Equipo    | Pts | PJ | PG | PE | PP | GF | GC | DG |
| --------- | --- | -- | -- | -- | -- | -- | -- | -- |
| China     | 7   | 3  | 2  | 1  | 0  | 5  | 1  | 4  |
| Francia   | 6   | 3  | 2  | 0  | 1  | 4  | 3  | 1  |
| Finlandia | 2   | 3  | 0  | 2  | 1  | 0  | 1  | −1 |
| Dinamarca | 1   | 3  | 0  | 1  | 2  | 1  | 5  | −4 |

| 14 de marzo | Dinamarca | 0:3 | Francia                                      | Silves, |  |
|             |           |     | 14', 53' Marinette Pichon · 85' Élodie Woock |         |  |

| 14 de marzo | China | 0:0 | Finlandia | Silves, |  |

| 16 de marzo | Dinamarca | 0:0 | Finlandia | Lagos, |  |

| 16 de marzo | China                          | 3:0 | Francia | Ferreiras, |  |
|             | 15', 66' Sun Wen · 56' Bai Jie |     |         |            |  |

| 18 de marzo | Francia         | 1:0 | Finlandia | Albufeira, |  |
|             | 55' Hoda Lattaf |     |           |            |  |

| 18 de marzo | China                      | 2:1 | Dinamarca          | Albufeira, |  |
|             | 32' Han Duan · 90' Sun Wen |     | 66' Mette Jokumsen |            |  |

### Grupo C
| Equipo   | Pts | PJ | PG | PE | PP | GF | GC | DG |
| -------- | --- | -- | -- | -- | -- | -- | -- | -- |
| Grecia   | 5   | 3  | 1  | 2  | 0  | 3  | 1  | 2  |
| Portugal | 5   | 3  | 1  | 2  | 0  | 5  | 4  | 1  |
| Irlanda  | 4   | 3  | 1  | 1  | 1  | 5  | 4  | 1  |
| Gales    | 1   | 3  | 0  | 1  | 2  | 2  | 6  | −4 |

| 14 de marzo | Portugal       | 1:1     | Gales             | Lagoa, |  |
|             | 11' Inês Silva | Reporte | 47' Cheryl Foster |        |  |

| 14 de marzo | Irlanda | 0:0 | Grecia | Lagoa, |  |

| 16 de marzo | Portugal        | 1:1     | Grecia           | Guia, |  |
|             | 88' Carla Couto | Reporte | 37' Regina Holan |       |  |

| 16 de marzo | Irlanda                                   | 3:1 | Gales             | Guia, |  |
|             | 17', 81' Olivia O'Toole · 44' Ciara Grant |     | 20' Ayshea Martyn |       |  |

| 18 de marzo | Grecia                              | 2:0 | Gales | Quarteira, |  |
|             | 7' Ana Stavroula · 80' Regina Holan |     |       |            |  |

| 18 de marzo | Portugal                                                | 3:2     | Irlanda                                  | Quarteira, |  |
|             | 45' Edite Fernandes · 43' Ana Rita · 71' Carla Monteiro | Reporte | 31' Michele O'Brien · 28' Claire Scanlan |            |  |

## Fase final

### 11.° puesto
| 20 de marzo | Irlanda                 | 2:2 (4:2 p.) | Gales                                 | Montechoro, |  |
|             | 77', 83' Claire Scanlan |              | 6' Milly Durrant · 88' Michelle Green |             |  |

### 9.° puesto
| 20 de marzo | Dinamarca                  | 1:0     | Portugal | Lagoa, |  |
|             | Sandra Loureiro 84' (a.g.) | Reporte |          |        |  |

### 7.° puesto
| 20 de marzo | Canadá | 7:1     | Grecia           | Guia, |  |
|             | 5', 38', 82' Christine Sinclair · 26' Andrea Neil · 41' Kara Lang · 65' Silvana Burtini · 80' Carmelina Moscato | Reporte | 86' Amiel Loseno |       |  |

### 5.° puesto
| 20 de marzo | Suecia                                                                                         | 5:0     | Finlandia | Olhão, |  |
|             | 10' Salina Olsson · 39', 58' Anne-Maria Eriksson · 74' Victoria Svensson · 90' Hanna Ljungberg | Reporte |           |        |  |

### 3.° puesto
| 20 de marzo | Noruega            | 1:0 | Francia | Quarteira, |  |
|             | 11' Dagny Mellgren |     |         |            |  |

### Final
| 20 de marzo | Estados Unidos                       | 2:0     | China | Loulé, |  |
|             | 52' Shannon MacMillan · 56' Mia Hamm | Reporte |       |        |  |

| Campeón                   |
| Estados Unidos 2.° título |

## Goleadoras
| Jugadora            | Goles |
| ------------------- | ----- |
| Hanna Ljungberg     | 4     |
| Christine Sinclair  | 3     |
| Sun Wen             | 3     |
| Claire Scanlan      | 3     |
| Dagny Mellgren      | 3     |
| Andrea Neil         | 2     |
| Regina Holan        | 2     |
| Marinette Pichon    | 2     |
| Olivia O'Toole      | 2     |
| Anne-Maria Eriksson | 2     |
| Aly Wagner          | 2     |
| Shannon MacMillan   | 2     |